# Um el Kanatir

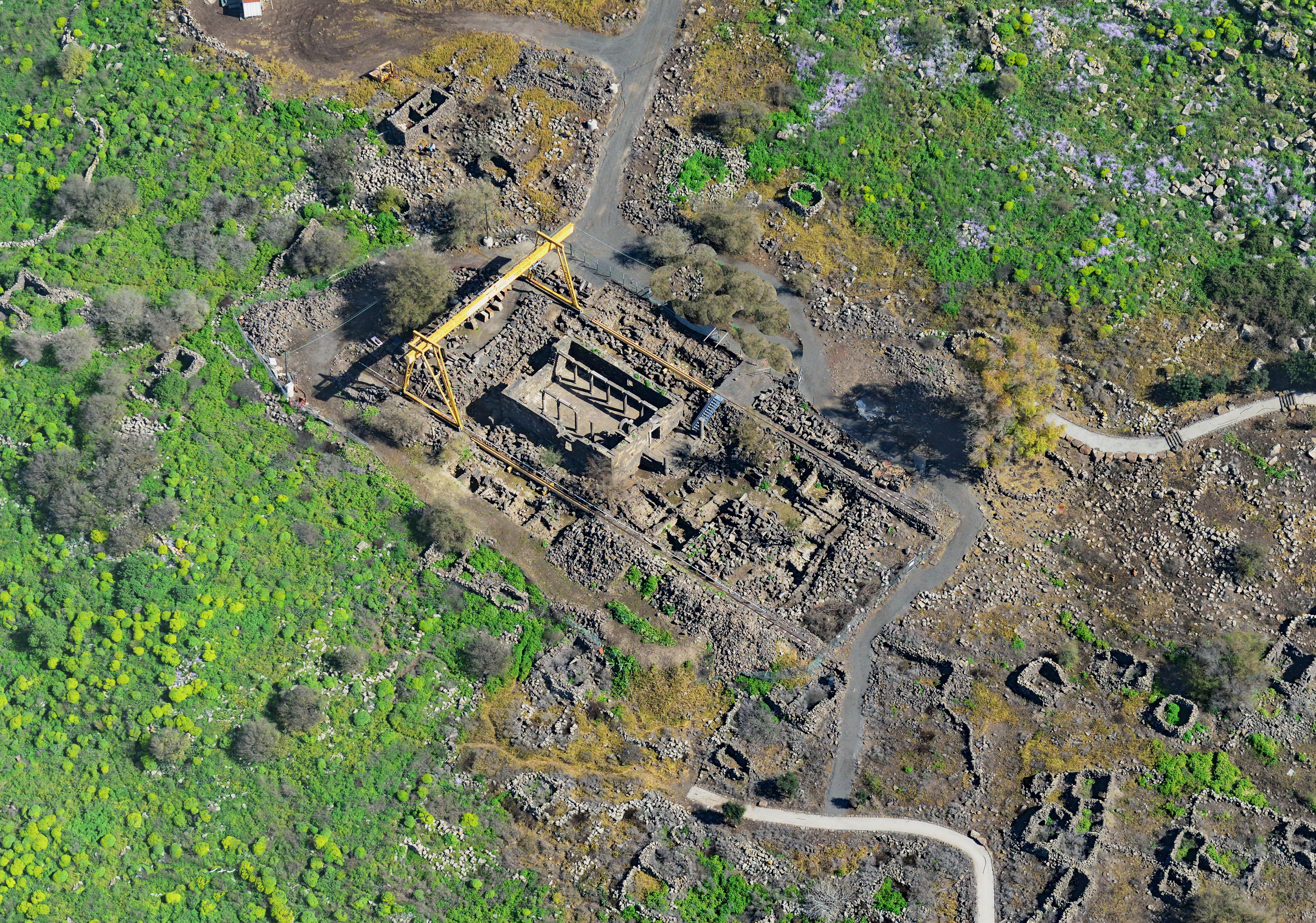
Vista aérea del yacimiento.

Um el Kanatir (en árabe: ام القناطر) es un sitio arqueológico en los Altos del Golán. Significa literalmente "la madre de los arcos", en referencia a los arcos del período romano-bizantino ubicados sobre el manantial. Laurence Oliphant descubrió el sitio en 1884 e identificó los restos de una antigua aldea judía y su sinagoga. La aldea fue destruida por el terremoto de Golán de 749.